# 新哈登贝格
新哈登贝格（德語：Neuhardenberg，發音：[nɔʏˈhaʁdn̩bɛʁk]）是德国勃兰登堡州梅尔基施-奥得兰县的市镇，面积78.13平方千米，2023年12月31日人口为2,811人。